# Ceratosolen
Ceratosolen (лат.) — род наездников семейства Agaonidae из надсемейства Chalcidoidea подотряда стебельчатобрюхие перепончатокрылые насекомые. Ареал — тропики Старого Света. Опылители растений рода Фикус. Известно более 60 видов.

## Описание
Мелкие наездники (1—2 мм). Опылители и фитофаги растений рода Фикус (Sycomorus, Sycocarpus, Neomorphe, семейство Тутовые).
Взрослые особи наездника проникают в цветки через узкий, выстланный прицветниками проход, затем опыляют их и производят яйцекладку. Семязачаток цветков, в которые попадает яйцо наездника, становятся галлами, и личинки съедают ткани галла. Опыленные цветки, пропущенные осами, производят по одному семени. Взрослое потомство выходит из галла и спаривается в фиге, после чего крылатые самки ос рассеиваются, унося с собой цветочную пыльцу.
От близких родов отличается следующими признаками: у самок перитремы дыхальца восьмого уротергита очень крупные, с отчетливыми боковыми расширениями; у самцов простемум большей частью отделен от проторакальных эпистерн, пятичленные антенны расположены в отдельных раструбах по обе стороны трехлопастного отростка.
В составе феромонов Ceratosolen solmsi обнаружены S-linalool, R-linalool и 1S-beta-pinene, а также фенилметанол и дибутилфталат

## Распространение
Старый Свет: Афротропический, Индо-Малайский, Палеарктический и Австралазийский регионы.

## Систематика

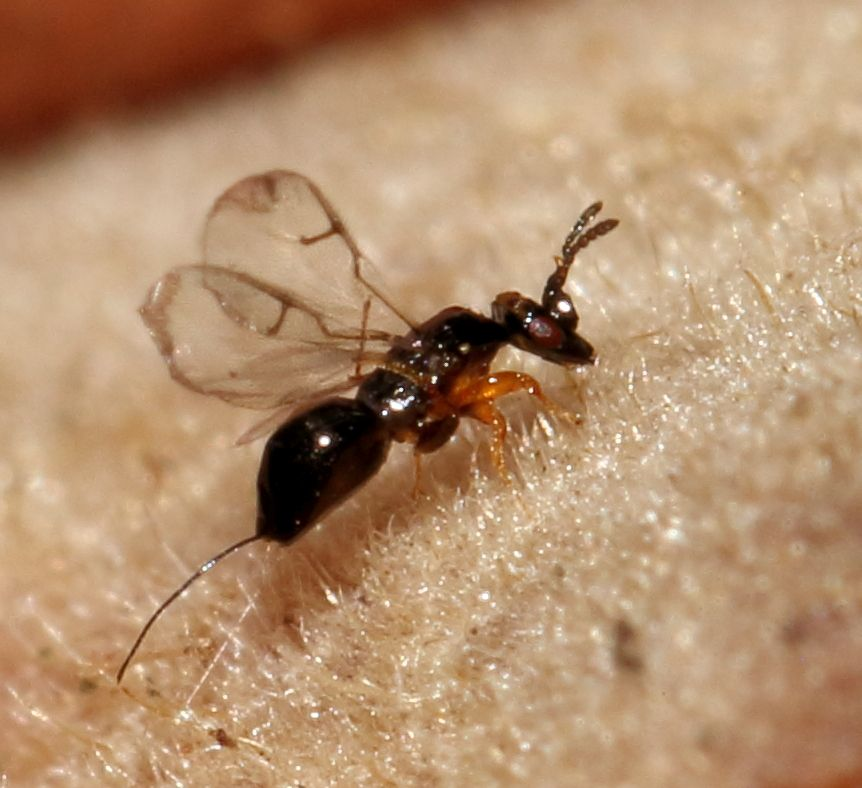
Ceratosolen galili

Известно более 60 видов. В ходе мультилокусного филогенетического анализа (Cruaud, et al. 2010) род Kradibia признан парафилетическим, сестринским к Ceratosolen.
Типовой вид рода Blastophaga appendiculata Mayr, 1885 был описан в 1885 году австрийским энтомологом Густавом Майром.
- Ceratosolen abnormis Wiebes, 1963[16]
- Ceratosolen acutatus Mayr, 1906
- Ceratosolen adenospermae Wiebes, 1965[17]
- Ceratosolen albulus Wiebes, 1963[16]
- Ceratosolen appendiculatus (Mayr, 1885)
- Ceratosolen arabicus Mayr, 1906
- Ceratosolen armipes Wiebes, 1963[16]
- Ceratosolen bakeri Grandi, 1927
- Ceratosolen bianchii Wiebes, 1963[16]
- Ceratosolen bimerus Wiebes, 1965[17]
- Ceratosolen bisulcatus (Mayr, 1885)
- Ceratosolen blommersi Wiebes, 1989[18]
- Ceratosolen boschmai Wiebes, 1963
- Ceratosolen brongersmai Wiebes, 1963[16]
- Ceratosolen calopilinae Wiebes, 1963
- Ceratosolen capensis Grandi, 1955
- Ceratosolen coecus (Coquerel, 1855)
- Ceratosolen constrictus (Mayr, 1885)
- Ceratosolen corneri Wiebes, 1963
- Ceratosolen cornutus Wiebes, 1994
- Ceratosolen crassitarsus (Mayr, 1885)
- Ceratosolen dentifer Wiebes, 1963[16]
- Ceratosolen emarginatus Mayr, 1906
- Ceratosolen feae Grandi, 1916
- Ceratosolen ficophagus (Girault, 1915)
- Ceratosolen flabellatus Grandi, 1916
- Ceratosolen fusciceps (Mayr, 1885)
- Ceratosolen galili Wiebes, 1964
- Ceratosolen grandii Wiebes, 1963
- Ceratosolen gravelyi Grandi, 1916
- Ceratosolen gressitti Wiebes, 1980[19]
- Ceratosolen hooglandi Wiebes, 1963[16]
- Ceratosolen humatus Wiebes, 1963
- Ceratosolen immanis Wiebes, 1981[20]
- Ceratosolen indigenus Wiebes, 1981[20]
- Ceratosolen internatus Wiebes, 1978
- Ceratosolen iodotrichae Wiebes, 1963
- Ceratosolen josephi Wiebes, 1963
- Ceratosolen julianae Grandi, 1916
- Ceratosolen longimucro Wiebes, 1989[18]
- Ceratosolen marshalli Grandi, 1931
- Ceratosolen medlerianus Wiebes, 1980[19]
- Ceratosolen megacephalus Grandi, 1916
- Ceratosolen moderatus Wiebes, 1963[16]
- Ceratosolen mysorensis Joseph, 1953
- Ceratosolen namorokensis Risbec, 1955
- Ceratosolen nanus Wiebes, 1963
- Ceratosolen nexilis Wiebes, 1980[19]
- Ceratosolen nigriscapus (Girault, 1925)
- Ceratosolen niveipes (Girault, 1927)
- Ceratosolen notus (Baker, 1913)
- Ceratosolen nugatorius Grandi, 1952
- Ceratosolen occultiventris (Mayr, 1885)
- Ceratosolen orientalis Wiebes, 1963[16]
- Ceratosolen pilipes Wiebes, 1963
- Ceratosolen polyodontos Davis & Engel, 2008[21]
- Ceratosolen praestans Wiebes, 1963
- Ceratosolen pygmaeus Grandi, 1927
- Ceratosolen ramirezi Wiebes, 1991
- Ceratosolen silvestrianus Grandi, 1916
- Ceratosolen solitarius Wiebes, 1980[19]
- Ceratosolen solmsi (Mayr, 1885)
- Ceratosolen solomensis Wiebes, 1994
- Ceratosolen sordidus Wiebes, 1963
- Ceratosolen stupefactus Wiebes, 1989[18]
- Ceratosolen vechti Wiebes, 1963[16]
- Ceratosolen vetustus Wiebes, 1994
- Ceratosolen vissali Wiebes, 1981[20]
- Ceratosolen wui Chen & Chou, 1997[22]